# Манташев, Александр Иванович
Алекса́ндр Ива́нович Манта́шев (арм. Ալեքսանդր Հովհաննեսի Մանթաշյանց; 3 марта 1842, Тифлис — 19 апреля 1911, Санкт-Петербург) — российский нефтяной магнат и филантроп, армянского происхождения. Один из богатейших людей Российской Империи. Являлся одним из крупнейших домовладельцев Тифлиса. Владелец нефтепромышленного и торгового общества А. И. Манташев и К°.

## Ранние годы
Манташев родился в Тифлисе  в армянской семье. Большую часть детства провёл в Тебризе, где его отец занимался торговлей хлопком и текстилем. Являясь единственным сыном, Александр с самого начала был вовлечён в коммерческие дела отца.
В 1869 году он переехал в Манчестер, в то время главный центр хлопка и текстильных обрабатывающих отраслей промышленности, откуда имел возможность отправлять товары своему отцу в Тебриз. Пребывание в Манчестере играло важную роль в развитии характера будущего магната: он не только изучал тайны ремесла текстильной промышленности, но и приобщался к европейской деловой культуре. В этот период он выучил английский, французский и немецкий языки.
В 1872 году Манташев возвратился к отцу в Тифлис, и вскоре на первом этаже гостиницы «Кавказ» на площади Паскевича-Эриванского они открыли собственный хлопковый магазин.
После смерти отца в 1887 году Александр приобрёл большинство акций Центрального Коммерческого банка Тифлиса, став таким образом его основным акционером и затем председателем комиссии этого банка (1890—1911). Банк был вовлечён почти в каждую торговую операцию на Кавказе. В начале 1890-х Манташев уже был купцом 1-й гильдии и председателем Тифлисской городской думы. Именно в этот период он начинает проявлять интерес к новому деловому предприятию — изучению перспектив развития бакинской нефтепромышленности.
В 1882—1888 годы являлся членом ревизионной комиссии Тифлисского отделения Государственного банка. 

## Нефтяное дело
Не побоявшись риска, Манташев приобрёл убыточные скважины. Для переработки нефти созданная им фирма построила в Баку керосиновый завод и завод смазочных масел. А для перекачки нефти и мазута на суда была построена морская пристань и элеватор. Вскоре скважины стали приносить огромные доходы. Манташев приобрёл в Англии два танкера, которые начали поставлять нефть в Индию, Китай, Японию, а также в страны средиземноморья. В 1899 году совместно с М. О. Адамянцем было основано Нефтепромышленное и торговое общество «А. И. Манташев и К°».
Вскоре Манташев приобретает акции нескольких мировых нефтяных компаний, одной из которых являлась «Братья Нобель». В его фирме сосредотачивается более 50 процентов общего запаса нефти и более 66 процентов нефтяных запасов Каспийского моря.
С 1899 по 1909 годы его фирма по объёму основного капитала (22 млн рублей) стала самой крупной в истории русской промышленности. Благодаря этому бизнесмена стали называть «нефтяным королём».
В 1901 году, в Тифлисе, на «Юбилейной кавказской выставке сельского хозяйства и промышленности» Александром Манташевым была представлена модель керосино-масляного завода, а также модели нефтяных промыслов и модели наливных пароходов.
Акционер многих компаний, в частности: «А. Цатуров и др.», «Бранобель», «И. Е. Питоев и Кo» и др. и банков (Русского для внешней торговли и Азовско-Донского коммерческого банков) и др. Член правления Товарищества нефтяного производства «Лианозова Г. М. сыновей»; Председатель правления: «А. И. Манташев и К°» (до 1910).
Состояние Александра Манташева оценивалось в сумму свыше 10 млн руб.
Александр Манташев умер 19 апреля 1911 года в Санкт-Петербурге. Его похоронили рядом с женой в гробнице Ванкского собора в Тифлисе (Тбилиси), главная церковь которой в своё время была реставрирована на его пожертвования.

## Филантропическая деятельность
Манташев был знаменитым филантропом, много жертвовал на строительство и благоустройство армянских храмов, в том числе в Тифлисе и в Эчмиадзине, учебных заведений (в частности, армянской Нерсисяновской семинарии в Тифлисе), выдавал талантливым армянским студентам стипендии для обучения  за границей.
К 1890-м годам являлся одним из крупнейших домовладельцев Тифлиса, построил Манташевские торговые ряды (1903), Гостиный двор на Армянском базаре, Манташевскую торговую школу (1911) и многое другое.
Крупный благотворитель, вице-президент совета Кавказского армянского благотворительного общества. Оплатил обучение свыше 200 стипендиатов в российских и европейских университетах, содержал сиротский приют и школу для слепых детей в Тифлисе. Финансировал реставрацию ряда армянских храмов, строительство здания ризницы католикоса всех армян в Эчмиадзине и армяно-григорианской церкви в Париже (в 1904 году награждён орденом Почётного легиона).

## Личные качества
Манташев был большим поклонником театра. В Тифлисе с его финансовой помощью было построено здание «Питоевского театра» (сегодня — Грузинский государственный академический театр имени Шота Руставели). В парижском Academic National de Musique у него имелась своя ложа. Он мечтал построить подобный театр в Ереване, однако сделать этого не успел.
Манташев был человеком скромным, не любил афишировать своё богатство. Золота не носил, и единственным его украшением был живой цветок в нагрудном кармане пиджака. Не имел собственного экипажа, ходил пешком или ездил на трамвае.
Каждый раз, проходя мимо Тифлисского реального училища, он как будто случайно подходил к ученикам, которые были очень бедными, наклонялся и спрашивал: «Как здоровье отца? Обязательно передай ему привет». И в этот момент, незаметно для окружающих, опускал в карман студента золотую монету достоинством в пять рублей.

## Семья
Его состояние унаследовали четыре сына, из которых наиболее известен Левон Манташев — тоже удачливый предприниматель, сумевший приумножить имущество отца. Левон был кутилой и повесой, к тому же человеком довольно экстравагантным и, по многим свидетельствам, весьма жуликоватым. Он увлекался скаковыми лошадьми и карточной игрой, выстроил в Москве стоящие до сих пор конюшни Манташева, за одну ночь выиграл в карты у купца Рябушинского его знаменитую виллу «Чёрный лебедь». Интересно, что на фасаде обоих зданий, расположенных поблизости друг от друга, в районе Ленинградского проспекта, до сих пор можно увидеть вензель «ЛМ» — Левон Манташев.
После большевистского переворота бакинские нефтяные промыслы национализировали. Левон метался между белыми, красными, дашнаками, англичанами, французами. Участвовал во всевозможных политических проектах, пытался продать свои предприятия иностранным компаниям, продолжил это дело уже в эмиграции, хотя всем было ясно, что он продает воздух. Довольно близко его знал Алексей Толстой, красочно описавший приятеля в романе «Эмигранты»: «Нефтяной магнат, расточитель миллионов, липнувших к нему безо всякого, казалось, с его стороны усилия, человек с неожиданными фантазиями, лошадник, рослый красавец. Он занимал апартаменты в одном из самых дорогих отелей — „Карлтон“ на Елисейских полях, и только это обстоятельство ещё поддерживало его кредит в мелких учётных конторах, ресторанах, у портных. Но окружение кредиторов непреклонно сжималось, душило его ночными кошмарами».
Из других сыновей, Овсеп (Иосиф) Манташев вернулся из эмиграции в Армению, где немного изменил фамилию (Манташян) и не афишировал своё происхождение.

## Интересные факты
- В 1908 году Александр Манташев вместе со Степаном Лианозовым создал в Москве кинофирму «Биофильм» и занялся строительством своей кинофабрики. Не имея практического опыта работы в кино, за двойные-тройные ставки Манташев переманивал к себе специалистов, лучших режиссёров и актеров, тем самым собирая на своих кинофабриках цвет тогдашнего кинематографа. Он сразу приступал к съемкам многосерийных боевиков, стремясь своими кассовыми лентами захватить кинорынок, потеснив старые кинофирмы.
- В начале XX века Манташев вместе со своими основными конкурентами Лазаревыми были крупнейшими фигурами российского скакового дела. В то время на лошадях Манташева скакал жокей мировой величины Винкфильд — так называемый «Чёрный маэстро».
- Именно на предприятиях Манташева устраивал забастовки и практиковал революционную деятельность Иосиф Джугашвили — будущий Сталин.
- Известно обращение Александра Манташева к армянским предпринимателям, где сказано: «Армянские купцы! Многострадальная Армения — вот пристанище вашей славы, вашего бессмертия. Вот тот дом Божий, где добрая память о вас во всём своём блеске будет сохранена перед Богом и человечеством. В иных же музеях вас ждут презрение и забвение…»
- А. Манташев был погребён в гробнице разрушенного в 1938 года по приказу Л. Берии Ванкского собора в Тифлисе (а вовсе не в иранском Исфахане, как иногда ошибочно указывают). Для обоснования сноса величественного храма собирались «добровольные» требования армян. Согласно местной легенде, настоятель собора их отказался подписывать («Не я строил, не мне разрушать…») и был расстрелян. Могилы А. Манташева и его жены исчезли бесследно.

## Память
В Тбилиси у церкви Нор Эчмиадзин (д. 18 на Армазской улице) А. Манташеву установлен памятник.
Дом Манташева в тбилисском районе Сололаки предлагают занять под Посольство Республики Армения в Грузии или Центр армяно-грузинских культурно-экономических связей.
В 2017 году Почта Армении выпустила почтовую марку, приуроченную к 175-летию со дня рождения А. И. Манташева. 
- Памятник в Тбилиси
- Памятник в Ереване
- Памятная табличка около памятника в Ереване
- 175-летие со дня рождения А. И. Манташева. Почта Армении, 2017